# Święto Chrztu Polski
Święto Chrztu Polski – polskie święto państwowe obchodzone 14 kwietnia, poświęcone upamiętnieniu chrztu Polski umownie datowanego na 14 kwietnia 966 r. Jako święto państwowe ustanowione zostało w 2019 r.